# Atomosia anacaona
Atomosia anacaona är en tvåvingeart som beskrevs av Scarbrough och Perez-gelabert 2006. Atomosia anacaona ingår i släktet Atomosia och familjen rovflugor. Inga underarter finns listade i Catalogue of Life.